# بن لرنر
بنجامین ال. لرنر(به انگلیسی: Benjamin S. Lerner) شاعر، رمان‌نویس و منتقد ادبی

## زندگی‌نامه
لرنر در ۴ فوریه سال ۱۹۷۹ در توپیکا، کانزاس متولد گردید. سال ۲۰۰۴ مجله "لایبرری" اولین مجموعه اشعار او را که در بردارنده ی پنجاه و دو غزل است، از دوازده کتاب برتر سال خواند. لرنر پس از اتمام تحصیلات خود در رشته تئوری‌های سیاست و پس از دریافت مدرک کارشناسی ارشد با گرفتن بورسیه تحصیلی در رشته شعر، برای ادامه تحصیل به اسپانیا رفت و در آنجا دومین کتابش را با نام زاویه انحراف نوشت و برای این اثر نامزد نهایی برای جایزه ملی کتاب سال ۲۰۰۶ شد. 
سومین مجموعه شعر بن لرنر در سال ۲۰۱۰ منتشر شد. در آگوست ۲۰۱۱ نخستین رمان او از نظر مجله نیویورکر، گاردین، روزنامهٔ وال استریت ژورنال، بوستون گلوب، و مجله نیویورک تایمز، در فهرست بهترین‌های سال قرار گرفت. او با انتشار نخستین رمانش توانست جایزه کتاب بلیور را به دست بیاورد. و افتخار دیگر این که نامزد دریافت جایزه «نخستین داستان» کتاب لس‌آنجلس تایمز شود. بن لرنر همچنین در کارنامه کاری خود سابقه تدریس در دانشگاه‌های هنرِ پیتزبورگ و دانشگاه کالیفرنیا را دارد. این نویسنده و شاعر از سال ۲۰۱۰ به جمع مدرسان کالج بروکلین پیوست.

## کتابشناسی
- زاویهٔ انحراف